# Oliver Schuegraf

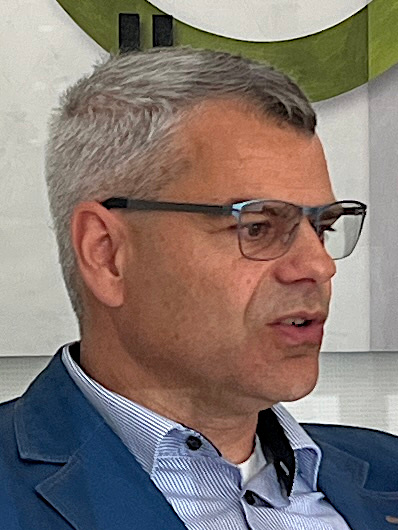
Oliver Schuegraf (2024)

Oliver Schuegraf (* 1969 in Würzburg) ist ein deutscher evangelisch-lutherischer Theologe und Landesbischof der Evangelisch-Lutherischen Landeskirche Schaumburg-Lippe mit Sitz in Bückeburg (Niedersachsen).

## Ausbildung
Im Jahre 1988 legte Oliver Schuegraf das Abitur ab und absolvierte danach den Zivildienst beim Diakonischen Werk in Würzburg. An den Universitäten Erlangen und Bonn studierte er Evangelische Theologie und absolvierte das Theologisches Studienjahr an der römisch-katholischen Dormitio-Abtei in Jerusalem.
Mit einer Arbeit über die Ekklesiologie in den Dokumenten der bilateralen Konsensökumene wurde Schuegraf an der Augustana-Hochschule Neuendettelsau promoviert.

## Berufliche Tätigkeit
Von 2000 bis 2002 verbrachte er die Vikariatszeit in seiner bayerischen Heimatkirche in der Kirchengemeinde Billingshausen im Dekanat Würzburg. Von 2002 bis 2006 war Schuegraf Studentenpfarrer an der Universität Coventry in England und Koordinator der Arbeit für Frieden und Versöhnung der internationalen Nagelkreuzgemeinschaft an der Kathedrale von Coventry.
Im Jahre 2006 kehrte er nach Bayern zurück und übernahm eine Pfarrstelle im bayerischen Feuchtwangen.
Die Kirchenleitung der Vereinigten Evangelisch-Lutherischen Kirche Deutschlands (VELKD) in Hannover berief Oliver Schuegraf im Jahre 2008 zum Oberkirchenrat für ökumenische Grundsatzfragen und Catholica. Zehn Jahre später setzte er diese Tätigkeit in der hannoverschen Geschäftsstelle des Deutschen Nationalkomitees des Lutherischen Weltbundes fort und arbeitet dort als Oberkirchenrat für ökumenische und theologische Grundsatzfragen. Zu seinem Tätigkeitsbereich gehören die Erarbeitung theologischer Grundsatzpositionen und die Pflege der Beziehungen zu den Kirchen weltweit; als Kollegiumsmitglied ist er auch für die strategische Ausrichtung und Entwicklung der Organisation zuständig.
Schuegraf ist seit 2011 Vorsitzender der Nagelkreuzgemeinschaft in Deutschland, seit 2009 Mitglied der Schriftleitung und des Herausgeberkreises der Ökumenischen Rundschau und seit 2018 zudem ökumenischer Berater des Instituts für Ökumenische Forschung des Lutherischen Weltbundes in Straßburg. Im Mai 2023 wurde er in das Ehrenamt eines Canon Theologian der Kathedrale von Coventry berufen.
Am 2. November 2023 wählte die Synode der Evangelisch-Lutherischen Landeskirche Schaumburg-Lippe in Bückeburg Oliver Schuegraf zum Landesbischof als Nachfolger von Landesbischof Karl-Hinrich Manzke, der im Februar 2024 in den Ruhestand trat. Bis zum Amtsantritt lebte er mit seiner Frau, mit der er drei Kinder hat, im niedersächsischen Wunstorf.
Schuegraf trat seinen Dienst als Landesbischof am 1. Mai 2024 an. Die Amtseinführung in der Bückeburger Stadtkirche durch den Leitenden Bischof der VELKD, Landesbischof Ralf Meister fand am 25. Mai statt.

## Schriften
- Der einen Kirche Gestalt geben: Ekklesiologie in den Dokumenten der bilateralen Konsensökumene (= Jerusalemer Theologisches Forum, Bd. 3). Aschendorff, Münster 2001.
- Vergebt einander, wie Gott euch vergeben hat. Coventry und die weltweite Nagelkreuzgemeinschaft. Lembeck, Frankfurt 2008.
- mit Michael Kappes, Ulrike Link-Wieczorek und Sabine Pemsel-Maier: Basiswissen Ökumene, Band 1: Ökumenische Entwicklung – Brennpunkte – Praxis. Evangelische Verlagsanstalt, Leipzig 2017.
- Kirchliche Gemeinschaft und ökumenische Verbundenheit. Der Lutherische Weltbund als innerlutherische Gemeinschaft und interkonfessioneller Dialogpartner. In: Hannes Müller, Lisanne Teuchert, Stefan Dienstbuch (Hrsg.): Beziehungsweisen. Theologie aus dialogischer Überzeugung. Gütersloher Verlagshaus, Gütersloh 2022, S. 431–455.
- mit Klaus Fitschen und Nicole Grochowina: Lutherische Identität. Kulturelle Prägung und reformatorisches Erbe (= Die Lutherische Kirche. Geschichten und Gestalten, Bd. 32). Gütersloher Verlagshaus, Gütersloh 2023.